# Nikołaj Abramaszwili
Nikołaj Gieorgijewicz Abramaszwili (ros. Николай Георгиевич Абрамашвили, gruz. ნიკოლოზ გიორგის ძე აბრამიშვილი; ur. 28 grudnia 1918 we wsi Achaldaba obecnie w Kraju Borżomskim w Samcche-Dżawachetii w Gruzji, zm. 30 listopada 1942 w obwodzie stalingradzkim, obecnie wołgogradzkim) – radziecki lotnik wojskowy w stopniu kapitana, uhonorowany pośmiertnie tytułem Bohatera Federacji Rosyjskiej (1995).

## Życiorys
Urodził się w rodzinie gruzińskiego kolejarza. Skończył 7 klas, później został skierowany przez Komsomoł do szkoły szybowców w mieście Puszkin w obwodzie moskiewskim, którą skończył w 1937 i został instruktorem lotów szybowcowych w Bordżomi. Następnie uczył się w aeroklubie w Gori, po ukończeniu którego został skierowany do Kaczyńskiej Wyższej Wojskowej Szkoły Lotniczej dla Pilotów, w której uczył się w jednej grupie z Wasilijem Stalinem; ukończył ją w 1940. Od 1941 był kandydatem do WKP(b), służył w lotnictwie myśliwskim, od czerwca 1941 uczestniczył w wojnie z Niemcami, walcząc m.in. w Karelii. Później został skierowany na Front Stalingradzki, walczył w bitwie pod Stalingradem. W jednej z walk został ranny i zestrzelony. Został zastępcą dowódcy eskadry 13 pułku lotnictwa myśliwskiego 201 Dywizji Lotnictwa Myśliwskiego 8 Armii Powietrznej Frontu Stalingradzkiego. Wykonał ponad 150 lotów bojowych, w walkach powietrznych osobiście strącił (według różnych danych) od 8 do 16 samolotów wroga i wiele w grupie. 30 sierpnia 1942 odznaczono go Orderem Czerwonego Sztandaru; był też przedstawiony do odznaczenia Orderem Lenina. W jednej z walk powietrznych jego samolot został uszkodzony; wówczas skierował samolot na duże skupisko niemieckiej techniki i siły żywej, rozbijając się tam. 21 września 1995 pośmiertnie nadano mu tytuł Bohatera Federacji Rosyjskiej.